# IC 4446
IC 4446 је спирална галаксија у сазвјежђу Волар која се налази на листи објеката дубоког неба у Индекс каталогу.
Деклинација објекта је + 37° 27' 49" а ректасцензија 14h 29m 1,4s. Привидна величина (магнитуда) објекта IC 4446 износи 15,2 а фотографска магнитуда 16,0. IC 4446 је још познат и под ознакама MCG 6-32-44, PGC 51742.